# Мост Богдана Хмельницкого
Мост Богда́на Хмельни́цкого (Киевский пешеходный мост) — пешеходный мост через Москву-реку, который соединяет Бережковскую и Ростовскую набережные вблизи Киевского вокзала. Назван в честь украинского гетмана. Открыт 1 сентября 2001 года на 2,5 км по течению выше демонтированного Краснолужского моста, построенного в 1905—1907 годах.

## Расположение
Мост соединяет два района — Дорогомилово (Бережковская набережная) и Хамовники (Ростовская и Саввинская набережные).
На расстоянии 230 метров от моста находятся станции метро  Киевская,  Киевская и  Киевская. Около северо-западной части по Бережковской набережной проходят автобусы м17, 91, 91к, 119, 266, 320, 394, 791, т7, т34; по Ростовской набережной — автобус 216.
С северной стороны моста открывается вид на Бородинский мост и Смоленский метромост, Дом Правительства РФ, жилой дом на Кудринской площади, частично — на набережную Тараса Шевченко. Справа можно увидеть здание МИД, гостиницу «Золотое Кольцо», Дом архитекторов. В непосредственной близости от моста находятся площадь Евразии с фонтанным комплексом, гостиница «Украина» видна городская застройка вплоть до Ходынского поля. С южной стороны просматривается главное здание МГУ, частично — Новодевичья набережная, купола и колокольня Новодевичьего монастыря, Воробьевы горы.

## История
Мост был сооружен на основе Краснолужского моста, который соединял Бережковскую и Лужнецкую набережные с 1907 года. Старый мост был построен по проекту архитектора Александра Померанцева, конструктора Лавра Проскурякова и инженера П. Я. Каменцева. 31 августа 2000 года пролёты нового моста (протяженностью 135 м и весом 1400 т) были транспортированы приблизительно на 2,5 км выше по течению Москвы-реки, где его водрузили на новые опоры. Работы выполнила строительная корпорация «Трансстрой». Стоимость переноса моста оценивается в 12-15 млн рублей. Архитектор нового моста — Юрий Платонов.
Этот мост получил название Киевский пешеходный, его открытие состоялось 1 сентября 2001 года. Три года спустя он был переименован в мост Богдана Хмельницкого.
16 февраля 2002 года на мосту был установлен мировой рекорд — одновременно поцеловалось 2226 человек.

## Конструкция
Длина основного мостового пролёта составляет 135 метров, общая длина моста — 235 метров. Общая масса мостовой конструкции — 1750 тонн. Главной несущей конструкцией моста служит арка железнодорожного Краснолужского моста, первоначальный вид которой полностью скрыт синим стеклянным колпаком. Железобетонные устои моста вынесены с берегов в русло реки. Их оформление, а также архитектурная обработка пролетов выполнены в стиле венского модерна и имитируют очертания Краснолужского моста. Под остеклением располагаются магазины, киоски и кафетерии. На мосту находятся балконы — смотровые площадки.

## Галерея

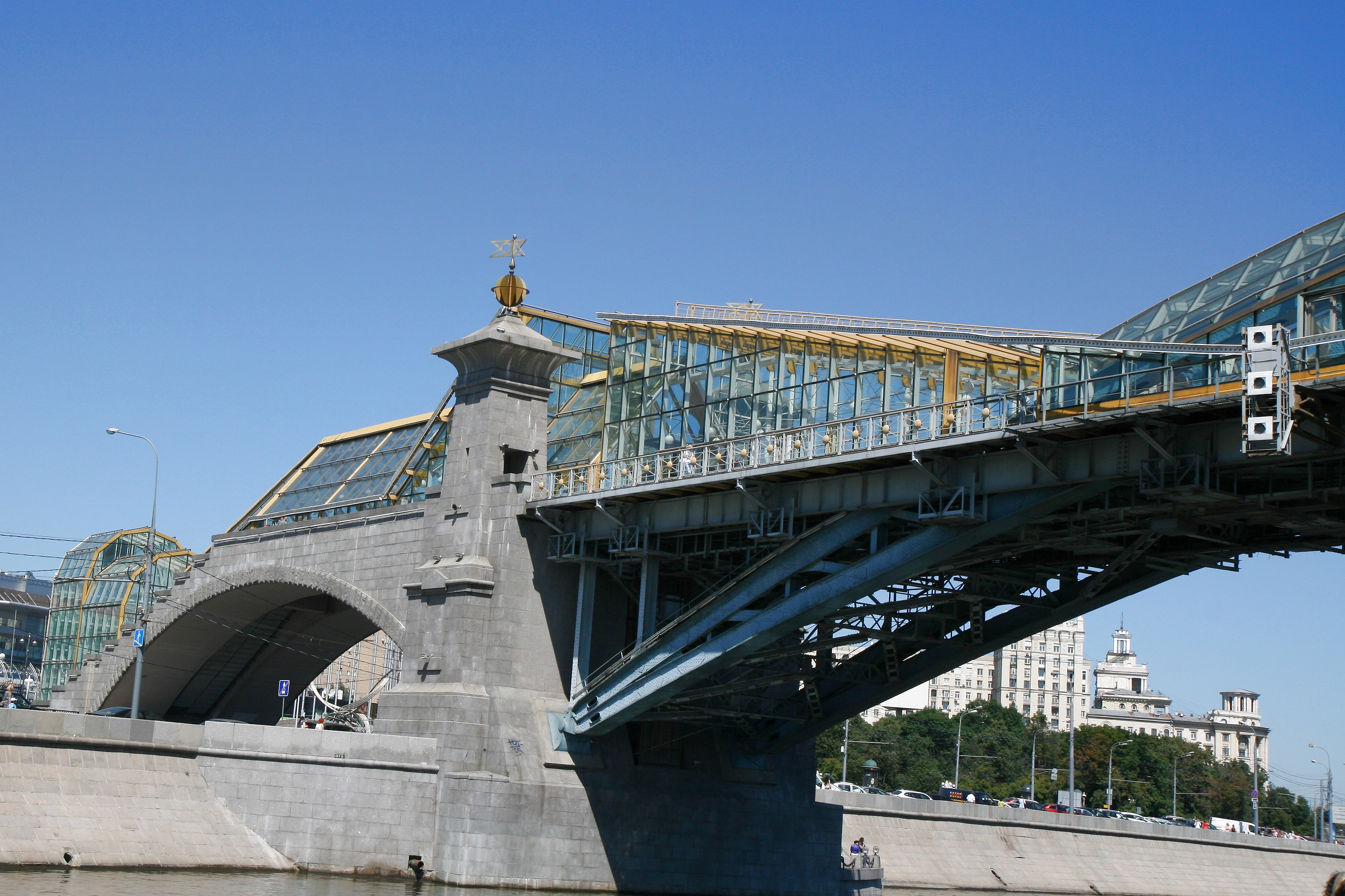
Мост Богдана Хмельницкого, 2014
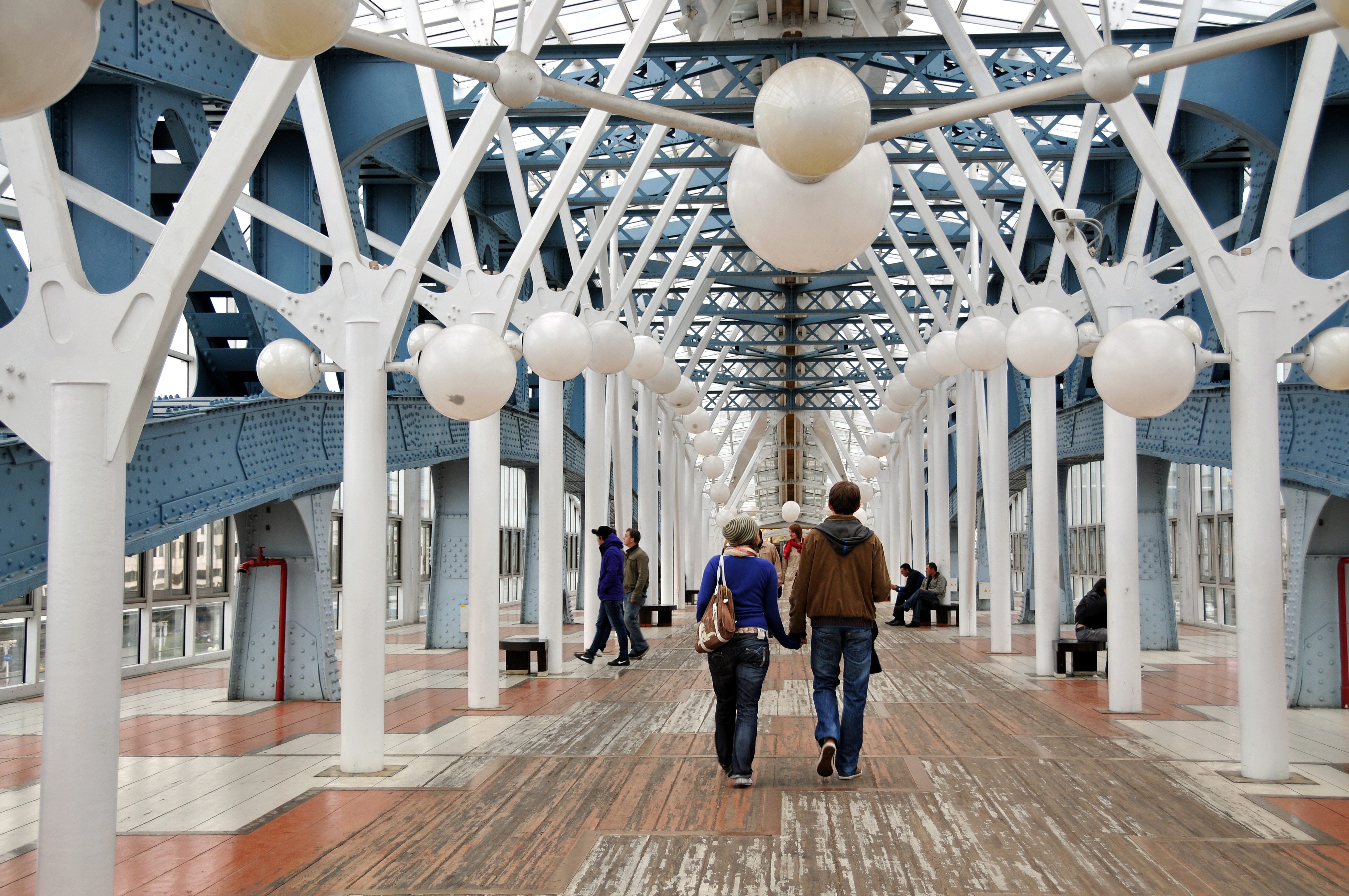
Мост изнутри, 2009
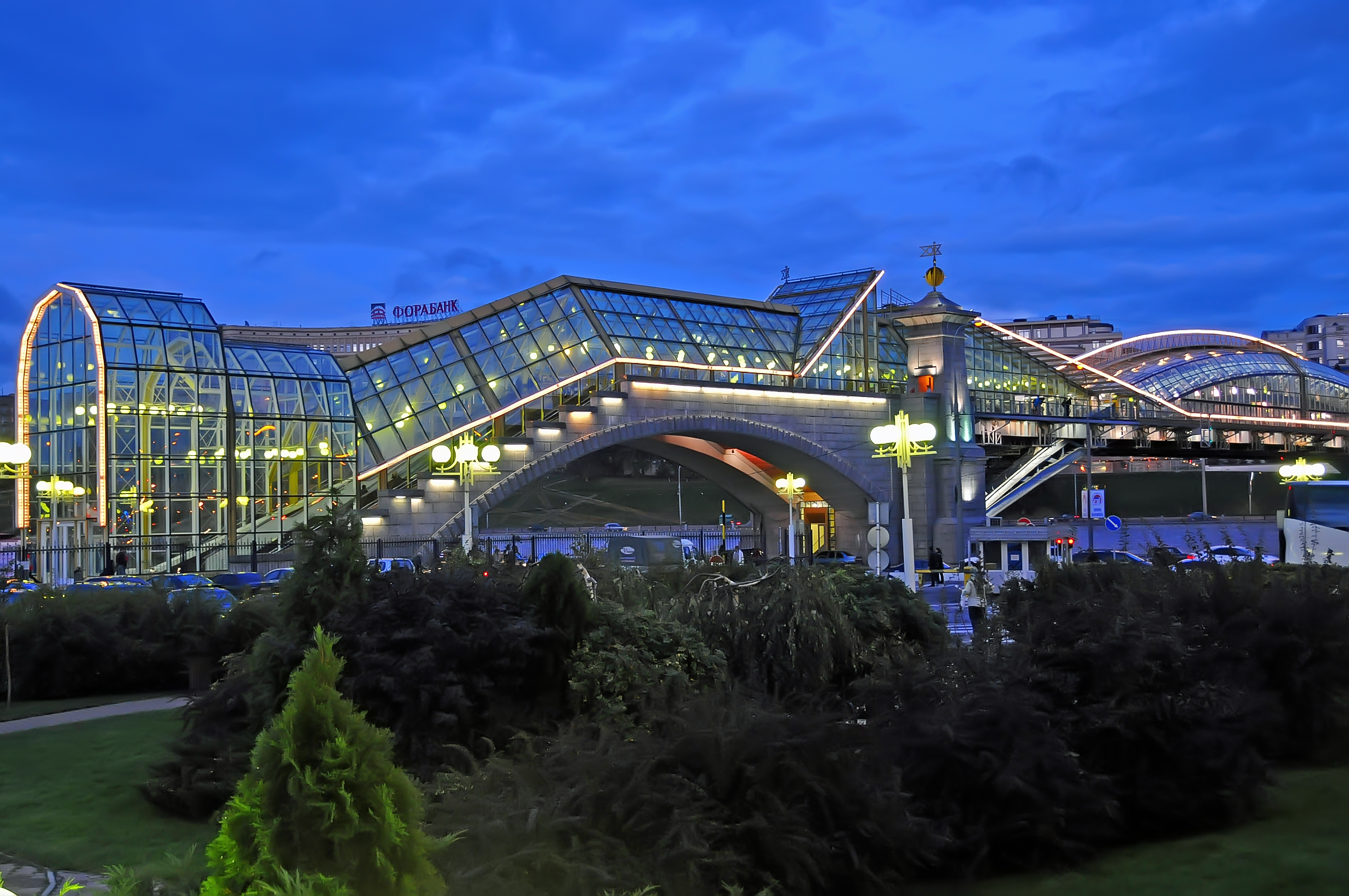
Мост ночью, 2009
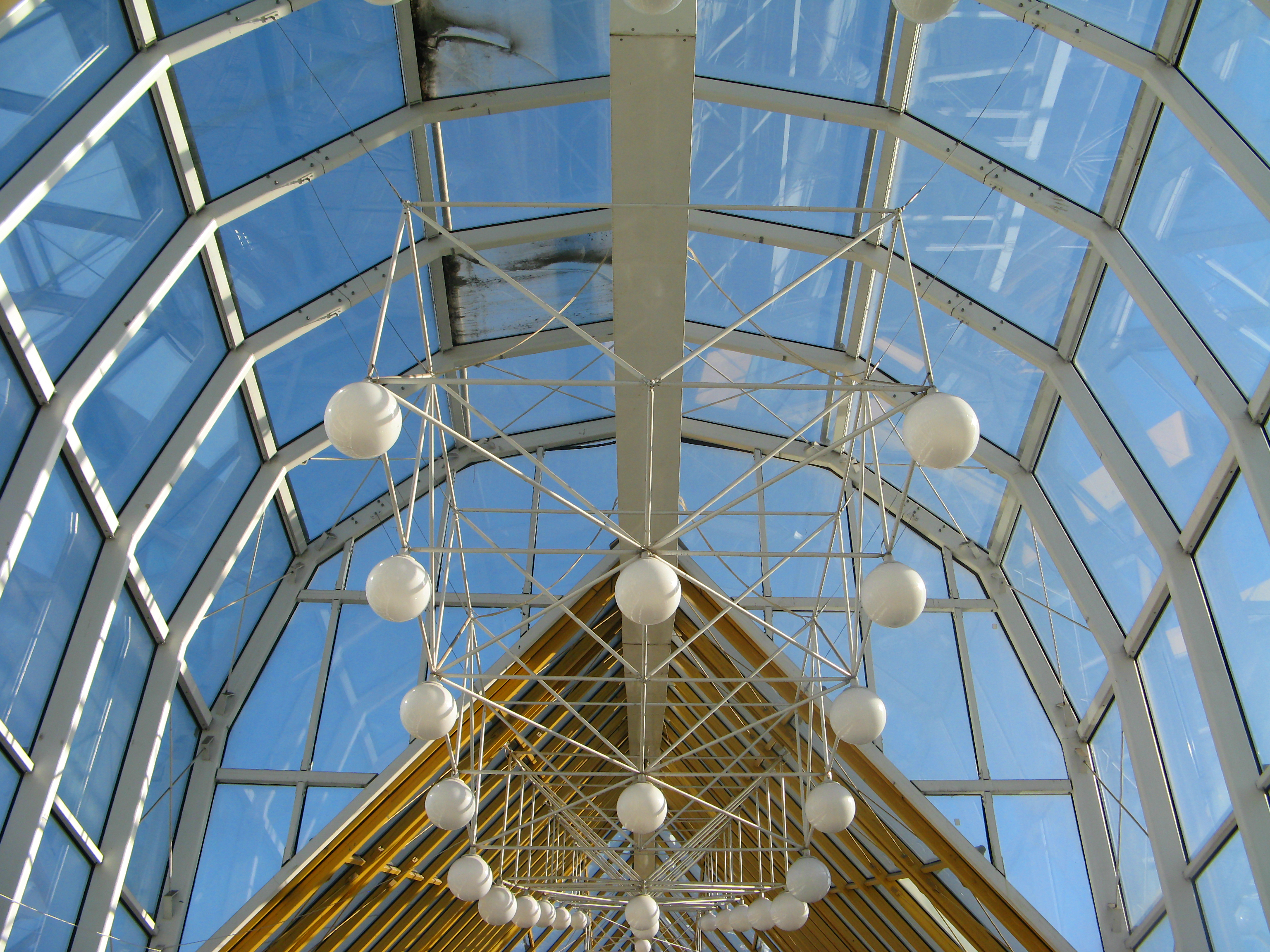
Вид изнутри, 2015
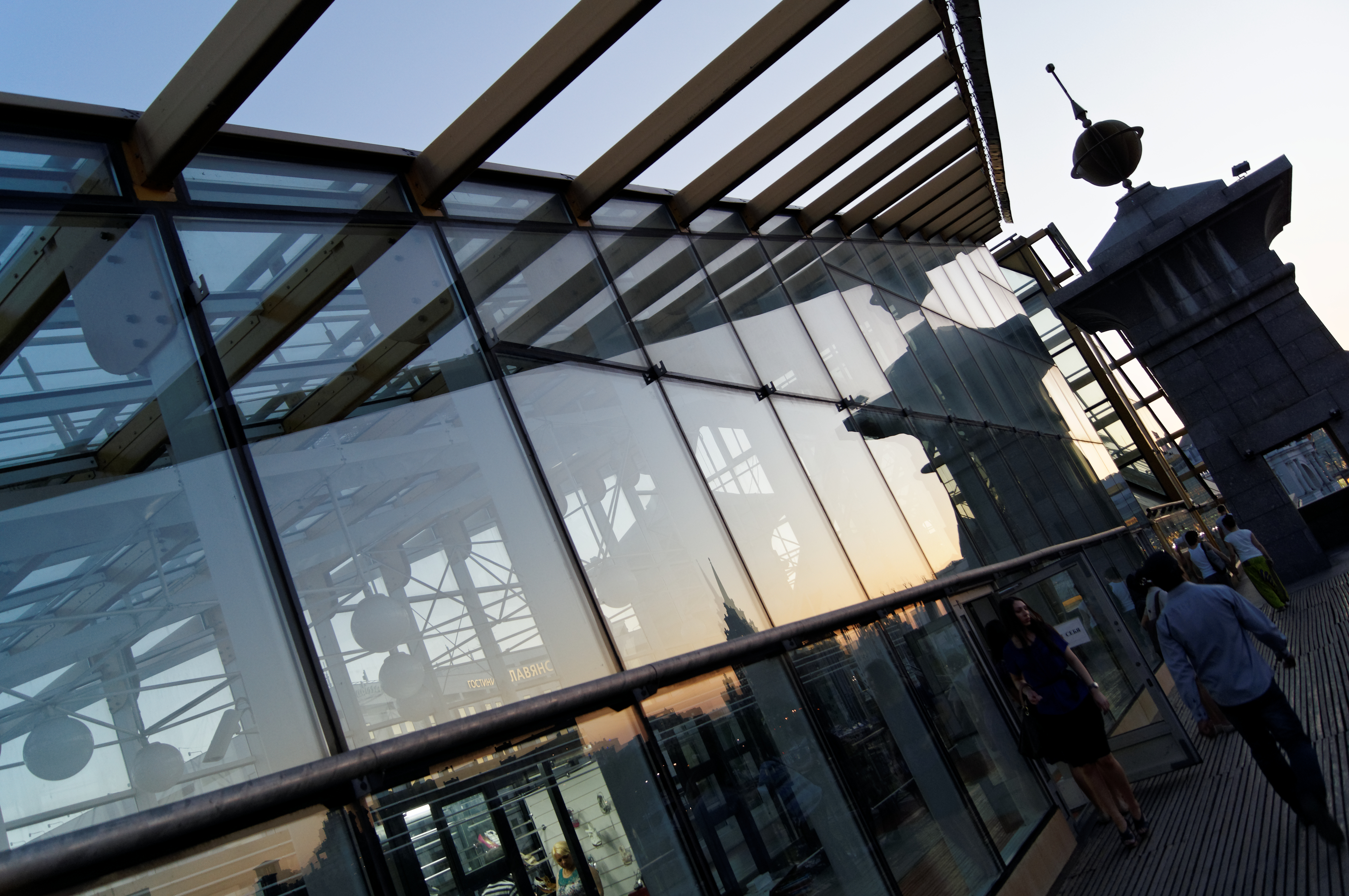
Галерея вблизи
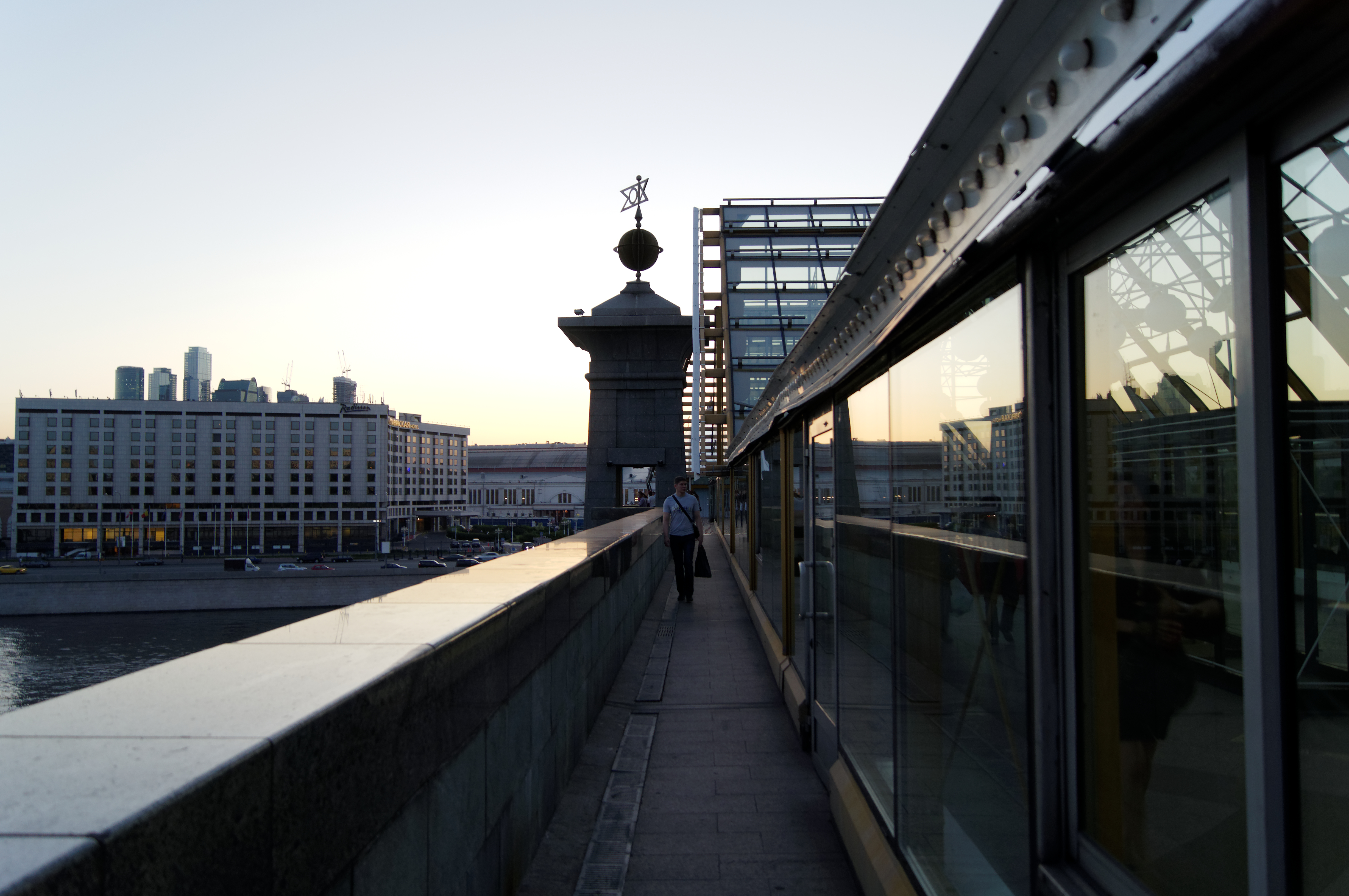
Мост ночью
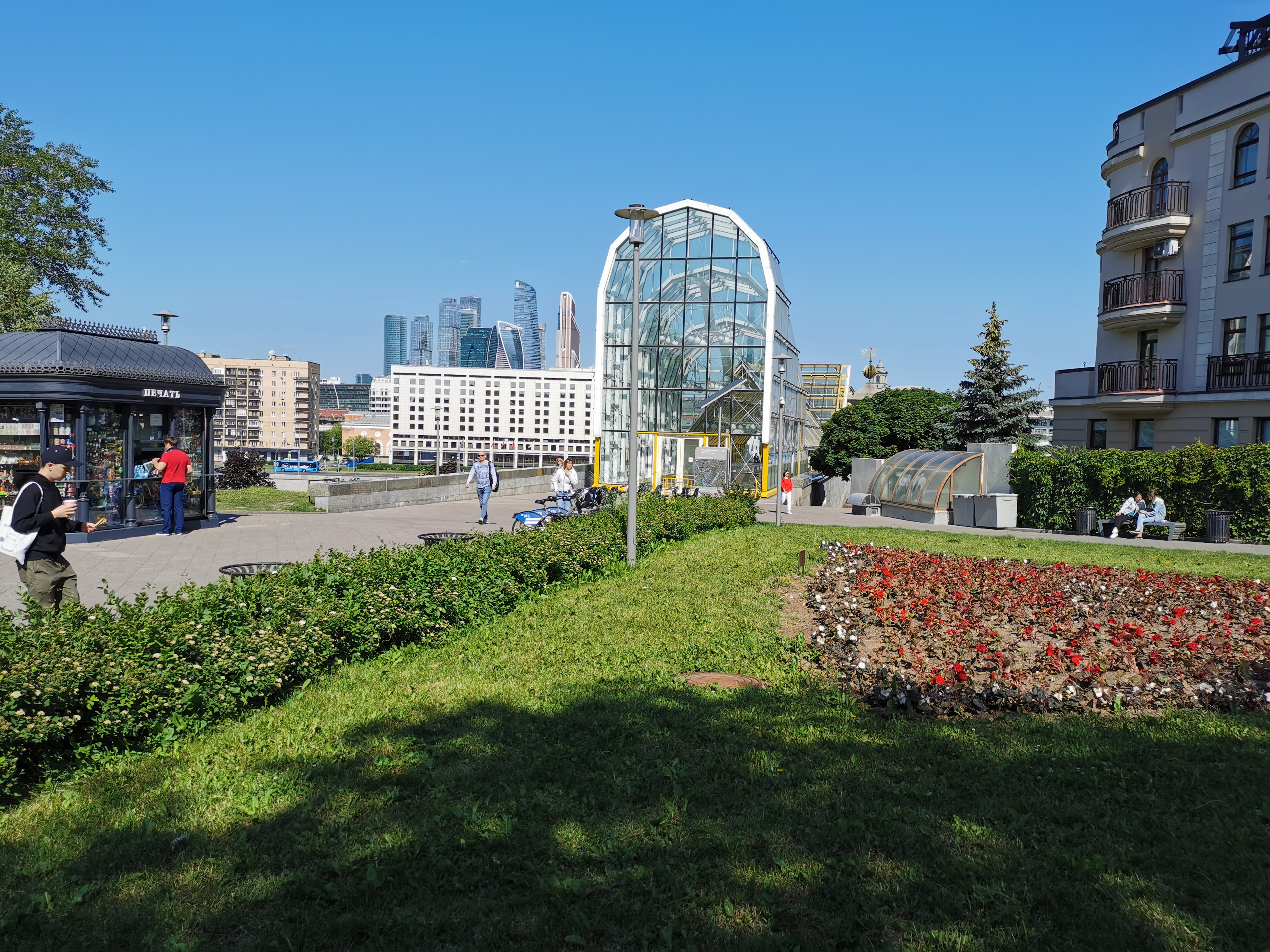
Мост Б. Хмельницкого со стороны 7-го Ростовского переулка